# Embeth Davidtz
Embeth Davidtz (Lafayette, Estats Units, 11 d'agost de 1965) és una actriu estatunidenca.

## Biografia
Va néixer a Indiana, és filla de Jean i John Davidtz; aquest últim, enginyer químic de la Universitat de Purdue, es va traslladar molt jove a Sud-àfrica, país d'origen del pare. El seu pare és descendent d'anglesos i la seva mare, descendent de francesos. Es va graduar a la Glen High School a Pretòria el 1983, i més tard va seguir els seus estudis de teatre en la Rhodes University, a Grahamstown.
Va començar a actuar en una companyia de teatre, en l'obra Romeu i Julieta. Els seus treballs teatrals li van fer guanyar dues vegades l'equivalent sud-africà al premi Tony. Abans de tornar als Estats Units, va intervenir en una pel·lícula d'alt contingut polític, A Private Life (1989) i en Night of the Nineteenth, per la qual va estar nominada a un Oscar de l'Acadèmia Sud-africana. El 1991, es va traslladar a Los Angeles, on va treballar en nombroses produccions de televisió. Va participar el 1992 en la pel·lícula L'exèrcit de les tenebres, i el 1993 es va donar a conèixer, per al gran públic, gràcies a la seva commovedora interpretació com Helen Hirsch, minyona jueva, en La llista de Schindler, dirigida per Steven Spielberg. El 1996 va interpretar a la senyoreta Jennifer Honey en Matilda, dirigida per Danny DeVito.
Posteriorment va intervenir en Simon Magus (1999), de Ben Hopkins, i en The Gingerbread Man (1998), de Robert Altman. També va participar, al costat de Robin Williams i Sam Neill, en L'home bicentenari (1999) basada en el relat homònim d'Isaac Asimov.
En l'adaptació cinematogràfica de la novel·la homònima de Jane Austen, Mansfield Park (1999), va interpretar a Mary Crawford, una dona que ho té tot menys l'amor de la persona a qui estima. En The Hole (2001), va donar vida a una psiquiatra que ha de resoldre el cas d'una jove, Thora Birch, que escapa malferida del soterrani d'un col·legi en el qual han quedat atrapats els seus tres companys.
Aquell mateix any, el seu paper en Bridget Jones's Diary li va permetre canviar de registre.
El 2016 participa en la quarta temporada de la sèrie de TV Ray Donovan.
Està casada i té dos fills amb Jason Sloane.

## Filmografia
| Any  | Pel·lícula                                                                         | Paper                                        |
| ---- | ---------------------------------------------------------------------------------- | -------------------------------------------- |
| 1989 | Mutator                                                                            | Jennifer                                     |
| 1990 | Sweet Murder                                                                       | Laurie Shannon                               |
| 1992 | Nag van die 19de                                                                   | Tessa                                        |
| 1992 | L'exèrcit de les tenebres                                                          | Sheila                                       |
| 1993 | La llista de Schindler                                                             | Helen Hirsch                                 |
| 1995 | Homicidi en primer grau                                                            | Mary McCasslin                               |
| 1995 | Feast of July                                                                      | Bella Ford                                   |
| 1996 | Matilda                                                                            | Jennifer Honey                               |
| 1998 | Fallen                                                                             | Gretta Milano                                |
| 1998 | Conflicte d'interessos (The Gingerbread Man)                                       | Mallory Doss                                 |
| 1999 | Simon Magus                                                                        | Leah                                         |
| 1999 | Mansfield Park                                                                     | Mary Crawford                                |
| 1999 | L'home bicentenari                                                                 | "Little Miss" Amanda Martin / Portia Charney |
| 2001 | Bridget Jones's Diary                                                              | Natasha                                      |
| 2001 | The Hole                                                                           | Doctora Philippa Horwood                     |
| 2001 | 13 fantasmes                                                                       | Kalina Oretzia                               |
| 2002 | The Emperor's Club                                                                 | Elizabeth                                    |
| 2005 | Junebug                                                                            | Madeleine Johnsten                           |
| 2007 | Fracture                                                                           | Jennifer Crawford                            |
| 2009 | Fragments                                                                          | Joan Laraby                                  |
| 2010 | 3 Backyards                                                                        | The Actress                                  |
| 2011 | Millennium: Els homes que no estimaven les dones (The Girl with the Dragon Tattoo) | Annika Giannini                              |
| 2012 | The Amazing Spider-Man                                                             | Mary Fitzpatrick Parker                      |
| 2013 | Paranoia                                                                           | Dra. Judith Bolton                           |
| 2013 | Europa Report                                                                      | Dra. Unger                                   |
| 2014 | El sorprenent Spider-Man 2: L'Amenaça d'electro                                    | Mary Fitzpatrick Parker                      |

### Televisió
| Any  | Programa              | Paper                                       | Notes                            |
| ---- | --------------------- | ------------------------------------------- | -------------------------------- |
| 1989 | Screen Two            | Older Karen                                 | Episodi: "A Private Life"        |
| 1992 | Till Death Us Do Part | Katherine Palliko                           | Telefilm                         |
| 1992 | Deadly Matrimony      | Dianne Masters                              | Telefilm                         |
| 1997 | Garden of Redemption  | Adriana                                     | Telefilm                         |
| 1998 | Last Rites            | Doctora Lauren Riggs                        | Telefilm                         |
| 2001 | Citizen Baines        | Ellen Baines Croland                        | 7 episodis                       |
| 2002 | Shackleton            | Rosalind Chetwynd                           | Telefilm                         |
| 2004 | Scrubs                | Maddie                                      | Episodi: "My Tormented Mentor"   |
| 2006 | Grey's Anatomy        | Nancy Shepherd (No apareix en els crèdits.) | Episodi: "Let the Angels Commit" |
| 2008 | In Treatment          | Amy                                         | 8 episodis                       |
| 2009 | Californication       | Felicia Koons                               | 10 episodis                      |